# Markul
Markul (рос. Марку́л, повне ім'я Марк Вадимович Маркул; нар. 31 березня 1993 року, Рига, Латвія) — латвійський хіп-хоп-виконавець, співак, автор пісень і член творчого об'єднання «Green Park Gang». За свою музичну кар'єру випустив 2 студійні альбоми, 2 міні-альбоми, 1 мікстейп і безліч синглів.

## Біографія і музична кар'єра

### Ранній період: юність— початок музичної кар'єри
Марк народився 31 березня 1993 року в Ризі. Раннє дитинство провів в Хабаровську, де навчався у загальноосвітній школі з музичним ухилом. У 12-річному віці сім'я Марка приймає рішення переїхати в столицю Великої Британії — Лондон. Мати Марка була підприємцем і мала свій продуктовий магазин в Хабаровську, який кинула заради відкриття ресторану російської кухні в Лондоні. Оскільки її спроба розвинути бізнес виявилася невдалою, сім'ї Марка доводилося жити бідно. Марк відвідував місцеву освітню установу, паралельно працюючи на будівництві і вантажником. Під впливом неблагополучного оточення Марк пробує перші в своєму житті наркотики, а пізніше захоплюється репом. У той же період часу знаходить спільну мову з реперами, які часто базувалися в Грін-парк. Там він знайомиться з російськомовними реперами Den Bro і Chiff і з ними утворює музичний колектив «Tribe». Пізніше було створено творче об'єднання «Green Park Gang», куди крім Марка досі входять Damany, Den Bro і MC No Limit. З хлопцями в той час також добре товаришував Oxxxymiron, який теж часто відвідував той парк. Після навчання в місцевій школі Марк вступає до коледжу з ухилом звукорежисури та музичного бізнесу. Саме там він знайомиться з португальським виконавцем і продюсером Porchy, якого Марк пізніше познайомив з Oxxxymiron'ом. У 2011 році виходить дебютний мікстейп Взвешенный рэп за участі членів «Green Park Gang» і Oxxxymiron'а як гостів. Приблизно в той же час вийшов музичний відеокліп на спільний з Мироном трек В тихом омуте. Даний кліп був знятий на одній з фотостудій Лондона, а також в зйомках взяли участь члени об'єднання «Green Park Gang» і британський грайм-виконавець Devlin. Далі Марк бере перерву на кілька років, оскільки йому не подобалася його музика.

### Сингл «Сухим из воды»— альбом «Tranzit»
Після тривалої перерви Марк повертається з музичним відеокліпом на сингл Сухим из воды в 2014 році. Дана робота набирає популярність в Росії. 8 січня 2015 року виходить музичний відеокліп на другий сингл з майбутнього релізу Мало добра. 22 квітня 2015 року вийшов дебютний міні-альбом під назвою Сухим из воды і відразу ж відеокліп на трек Прорвёмся з даного релізу.
2016 року виявляється дуже багатим для Марка на відеокліпи. У цьому році вийшли такі роботи, як Спрут, Крэк 1, Flexin і Последний билет спільно з Obladaet, яка додала значну популярність як Назару, так і Марку. Після останньої роботи Марк зрозумів, що йому варто більше працювати і розвиватися в музичному плані.
16 березня 2017 року вийшов дебютний студійний альбом під назвою Tranzit, гостьову участь в записі альбому прийняли Obladaet, T-Fest і Sifo. 24 березня і 28 червня 2017 відповідно вийшли відеокліпи на треки Леброн і Moulin Rouge з останнього релізу. Влітку цього ж року він приймає рішення переїхати жити з Лондона в Санкт-Петербург, оскільки там Марк бачить більше перспективи для своєї музичної діяльності.

### Сингл «Fata Morgana»— сьогоднішній час
21 вересня 2017 року вийшов довгоочікуваний музичний відеокліп на сингл Fata Morgana за участю Oxxxymiron'а. Для Марка — це значна робота, яка принесла йому більш широку популярність серед російських слухачів, а для Мирона — перша серйозна музична робота після поразки від Слави КПСС на другому кросовері «Versus Battle x #SLOVOSPB». 1 грудня 2017 року вийшов спільний з Obladaet 6-трековий міні-альбом Friends & Family. В кінці цього року стало відомо про те, що Марк приєднався до концертному агентства «Booking Machine», головою якого на той момент був його давній друг Oxxxymiron.
23 квітня 2018 року вийшов сингл і відразу ж музичний відеокліп Корабли в бутылках. Даний сингл довгий час займав лідируючі місця в чартах «ВКонтакті», а сам Марк розташувався на дев'ятому місці в списку найбільш прослуховуваних реп-виконавців 2018 року цієї соціальної мережі. 13 липня 2018 вийшов відеокліп на трек Blues, який є синглом другого студійного альбому Great Depression. 9 серпня 2018 року вийшов великий лонг-мікс Konstrukt з усіма діючими артистами концертного агентства «Booking Machine» напередодні великого фестивалю. Крім Марка в ньому взяли участь Porchy, May Wave $, Jeembo, Loqiemean, Thomas Mraz, Tveth, Souloud і Oxxxymiron. 16 жовтня 2018 року вийшов довгоочікуваний другий студійний альбом Great Depression. 20 листопада 2018 року вийшов музичний відеокліп на трек Без тебя, який увійшов в останній музичний реліз.
19 квітня 2019 року Марк випустив сингл Больше бед. 26 липня 2019 року вийшов сингл Скалы. 15 листопада 2019 випущено сингл BID на підтримку туру «Before I Disappear».
6 березня 2020 року було оголошено, що Markul більше не є артистом концертного агентства «Booking Machine». 10 липня 2020 випустив відразу 3 нових пісні за один день — Phantom, 2 минуты і Конфеты за участі Платини. 11 грудня 2020 випустив сингл Тренировочный День за участі Куока.
12 лютого 2021 випустив трек Бумеранг — перший сингл з майбутнього альбому. Пісню спродюсував Куок, з яким Маркул записав попередній трек. 21 травня за участі The Limba випустив сингл Noir. Взяв участь у записі треку Джарахова Я в моменте, що вийшов 4 червня.

## Дискографія

### Студійні альбоми
| Рік  | Студійний альбом |
| ---- | ---------------- |
| 2017 | Tranzit          |
| 2018 | Great Depression |
| 2021 | Sense of Human   |

### Міні-альбоми
| Рік  | Міні-альбом                           |
| ---- | ------------------------------------- |
| 2015 | Сухим из воды                         |
| 2017 | Friends & Family (спільно з Obladaet) |

### Мікстейпи
| Рік  | Мікстейп       |
| ---- | -------------- |
| 2011 | Взвешенный рэп |

### Сингли
| Рік  | Сингл                                            |
| ---- | ------------------------------------------------ |
| 2012 | Игра с огнём                                     |
| 2014 | Сухим из воды                                    |
| 2015 | Мало добра                                       |
| 2015 | Прорвёмся                                        |
| 2015 | Slipknot                                         |
| 2016 | Спрут                                            |
| 2016 | Крэк 1                                           |
| 2016 | «Flexin» (за уч. Porchy, Jerome da Chef)         |
| 2016 | Последний билет (за уч. Obladaet)                |
| 2017 | Russky Rodman (спільно з Mufesah)                |
| 2017 | Moulin Rouge                                     |
| 2017 | Подарок (за уч. Obladaet)                        |
| 2017 | Не зря                                           |
| 2017 | Fata Morgana (за уч. Oxxxymiron)                 |
| 2017 | Wo Wo Wo (Krept & Konan Challange) (за уч. Sifo) |
| 2018 | Атлантида                                        |
| 2018 | Blues                                            |
| 2018 | Корабли в бутылках                               |
| 2018 | Худший друг                                      |
| 2019 | Больше бед                                       |
| 2019 | Серпантин                                        |
| 2019 | Скалы                                            |
| 2019 | X-Ray (спільно з Біликом)                        |
| 2019 | BID                                              |
| 2020 | Конфеты" (за уч. Платина)                        |
| 2020 | 2 минуты                                         |
| 2020 | Тренировочный День (за уч. Куок)                 |
| 2020 | Phantom                                          |
| 2021 | Бумеранг                                         |
| 2021 | Вредные привычки                                 |
| 2021 | Zima Blue                                        |
| 2021 | Syrena                                           |
| 2022 | Конечная станция                                 |
| 2022 | Стрелы (за уч. Тося Чайкіна)                     |
| 2022 | Ниоткуда                                         |

### Участь у релізах інших виконавців
| Рік  | Артист    | Музичний реліз                   | Трек                                                        |
| ---- | --------- | -------------------------------- | ----------------------------------------------------------- |
| 2016 | Loqiemean | My Little Dead Boy               | Burroughs (за уч. Slippah Ne Spi, Nds Flava)                |
| 2017 | Yanix     | Шоу улиц гетто 2.5               | Флоу (за уч. Face)                                          |
| 2017 | Obladaet  | Files                            | Files                                                       |
| 2017 | Idan      | Плот моего воображения           | "Не всем. Londmix (за уч. MC No Limit, D.Loyal, Roman Troy) |
| 2018 | Idan      | Плот моего воображения 2: Вакуум | Как будто тут                                               |
| 2019 | Porchy    | The Fall                         | «Struggles» (за уч. Idan, Oxxxymiron)                       |
| 2021 | Джарахов  | Я в моменте                      | «Я в моменте»                                               |
| 2022 | Aarne     | Aa Language                      | Noir (за уч. Aarne, The Limba)                              |
| 2022 | Aarne     | Aa Language                      | «Больно» (за уч. Mayot)                                     |

## Відеографія

### Сольні відеокліпи
| Рік  | Назва                                            | Альбом           | Режисер                     |
| ---- | ------------------------------------------------ | ---------------- | --------------------------- |
| 2011 | В тихом омуте (за уч. Oxxxymiron)                | Взвешенный рэп   | невідомо                    |
| 2014 | Сухим из воды                                    | Сухим з води     | Crystal Vision              |
| 2015 | Мало добра                                       | Сухим з води     | Supfly                      |
| 2015 | Прорвёмся                                        | Сухим з води     | Crystal Vision              |
| 2016 | Спрут                                            | Tranzit          | Crystal Vision              |
| 2016 | Крэк 1                                           | Tranzit          | Crystal Vision              |
| 2016 | Flexin (за уч. Porchy, Jerome Da Chef)           | неальбомный      | Crystal Vision              |
| 2016 | Последний билет (за уч. Obladaet)                | Tranzit          | Kosmodrome / Crystal Vision |
| 2017 | Moulin Rouge                                     | Tranzit          | Crystal Vision              |
| 2017 | Леброн                                           | Tranzit          | Crystal Vision              |
| 2017 | Fata Morgana (за уч. Oxxxymiron)                 | неальбомный      | Ладо Кватанія               |
| 2017 | Wo Wo Wo (Krept & Koran Challange) (за уч. Sifo) | неальбомный      | Adetue                      |
| 2018 | Корабли в бутылках                               | неальбомный      | Марія Маковська             |
| 2018 | Blues                                            | Great Depression | Ельдар Гараев               |
| 2018 | Без тебя                                         | Great Depression | ROHO                        |
| 2019 | Серпантин                                        | Great Depression | Ельдар Гараев               |
| 2019 | Скалы                                            | неальбомний      | ROHO                        |
| 2019 | BID                                              | неальбомний      | Crystal Vision / Markul     |
| 2021 | Бумеранг                                         | неальбомний      | Ельдар Гараев               |
| 2021 | «Syrena»                                         | неальбомний      | Олександра Сахарная         |

### Участь
| Рік  | Назва                                                                                             | Режисер        |
| ---- | ------------------------------------------------------------------------------------------------- | -------------- |
| 2016 | Мне плевать (Remix) (за уч. Damany)                                                               | Crystal Vision |
| 2018 | Konstrukt (за уч. Porchy, May Wave $, Jeembo, Loqiemean, Thomas Mraz, Tveth, Souloud, Oxxxymiron) | ROHO           |

## Концертні тури
| рік  | Концертний тур          |
| ---- | ----------------------- |
| 2017 | Tranzit Tour            |
| 2018 | Low Life Tour           |
| 2018 | Great Depression Tour   |
| 2019 | Compass Tour            |
| 2019 | Before I Disappear Tour |
| 2021 | Pressure Tour           |